# حادث تحطم قطار هارو وويلدستون

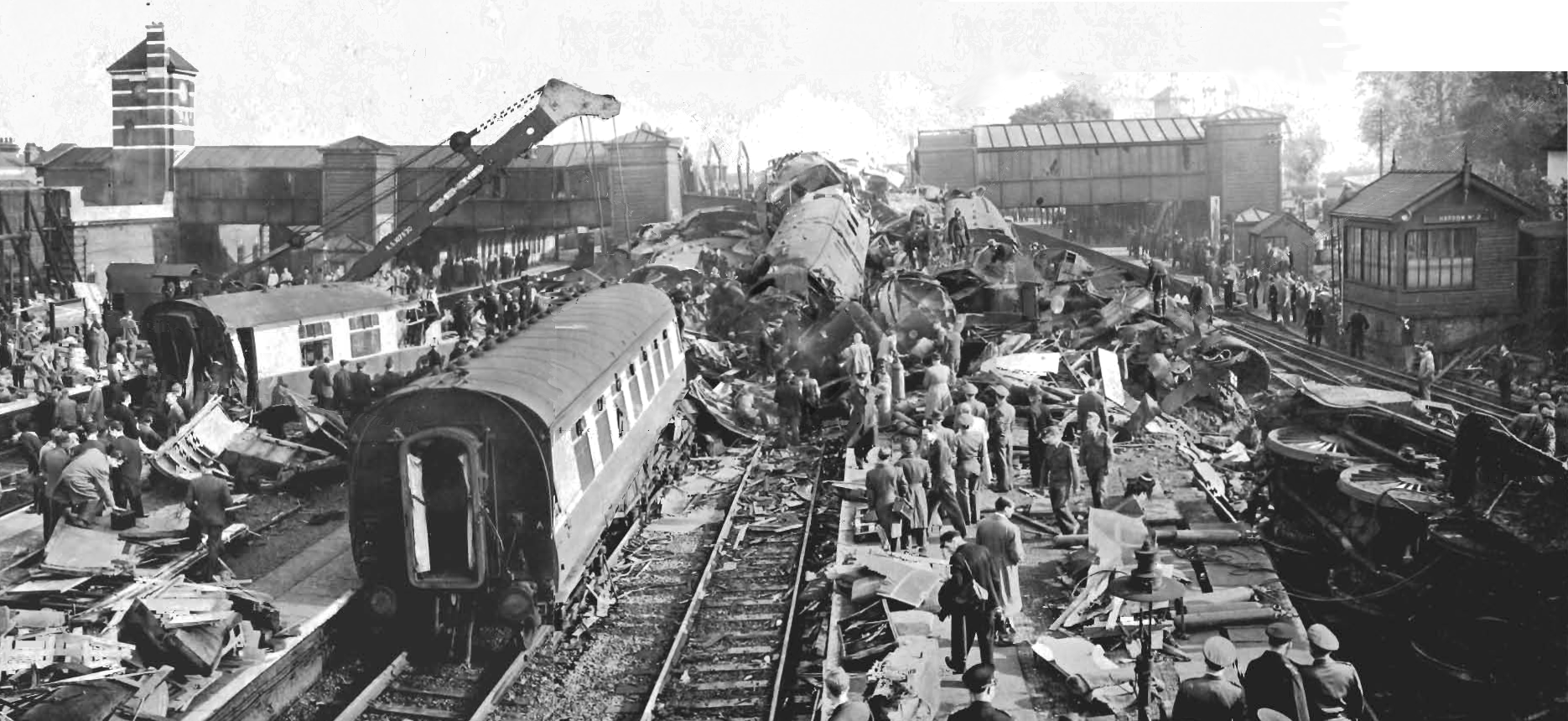

حادث تحطم قطار هارو وويلدستون هو تصادم ثلاثة قطارات في محطة هارو وويلدستون في ويلدستون، ميدلسكس (اليوم لندن الكبرى) خلال ساعة الذروة الصباحية في 8 أكتوبر 1952. قُتل 112 شخصًا وأصيب 340 آخرون، احتجِز منهم 88 في المستشفى، وما زالت الكارثة تُعد أسوأ حادث للسكك الحديدية في وقت السلم في المملكة المتحدة.
بين عشية وضحاها اصطدم قطار سريع من بيرث بسرعة بالجزء الخلفي من قطار ركاب محلي يقف على الرصيف في المحطة. سدّ الحطام الخطوط المجاورة واصطدم بها في غضون ثوان قطار سريع «مزدوج الرأس» يسير شمالًا بسرعة 60 ميلًا في الساعة (100 كم/ساعة). وجد تقرير وزارة النقل حول الحادث أن سائق قطار بيرث اجتاز إشارة تحذير وإشارتي خطر قبل الاصطدام بالقطار المحلي. لم يُحدد سبب ذلك أبدًا، إذ قتل كل من سائق ورجل إطفاء قطار بيرث في الحادث.
سرّع الحادث في إدخال نظام الإنذار التلقائي، ووافقت السكك الحديدية البريطانية على خطة مدتها خمس سنوات لإدخال النظام الذي يعطي السائقين إنذارًا صوتيًا ومرئيًا داخل الكابينة عند الاقتراب من إشارة التحذير، محرضة بمغناطيس بين القضبان.

## التصادم

### المكان
هناك ثلاثة أزواج من خطوط التشغيل عبر محطة هارو وويلدستون. من الشرق إلى الغرب هي الخطوط البطيئة، والخطوط السريعة للخط الرئيسي للساحل الغربي، والخطوط الكهربائية دي سي. في كل الحالات يتجه الخط «العلوي» جنوبًا نحو لندن يوستن؛ والخط «السفلي» هو الخط الشمالي المتجه إلى واتفورد وبرمنغهام.
شملت التصادمات ثلاثة قطارات:
1. الساعة 7:31 صباحًا قطار محلي للركاب من محطة ترينغ إلى محطة يوستن -9 عربات تجرها قاطرة بخارية واحدة- على الخط السريع العلوي.
2. الساعة 8:15 مساءً قطار سريع ليلي من محطة بيرث إلى محطة يوستن -11 عربة تحمل نحو 85 راكبًا تُجر بواسطة قاطرة بخارية واحدة- على الخط السريع العلوي، والذي كان متأخرًا بنحو 80 دقيقة بسبب الضباب.[4]
3. الساعة 8:00 صباحًا قطار سريع من يوستن إلى ليفربول ومانشستر -15 عربة تحمل ما يقرب من 200 راكب، مزدوج الرأس تجره قاطرات بخارية - على الخط السريع السفلي. [5]

### تسلسل الأحداث
في 8 أكتوبر 1952، نحو الساعة 8:17 صباحًا، توقف القطار المحلي عند الرصيف 4 في محطة هارو وويلدستون، متأخرًا نحو سبع دقائق بسبب الضباب. كان يُقل نحو 800 راكب، وكان أكثر ازدحامًا من المعتاد نظرًا لإلغاء خدمة ترينغ-يوستن التالية. مثلما هو مقرر، سافر من ترينغ على الخط البطيء، وتحول إلى الخط السريع قبل هارو وويلدستون مباشرة للحفاظ على الخطوط البطيئة الجنوبية من المحطة خالية من أجل تحركات المخزونات الفارغة. في الساعة 8:19 صباحًا، بينما كان الحارس يسير إلى عربة الفرامل بعد فحص الأبواب في العربتين الأخيرتين، اصطدم قطار بيرث السريع بالجزء الخلفي من القطار المحلي بسرعة 50-60 ميلًا في الساعة (80-100 كم/ساعة). تجاوز إشارة ضوئية تحذيرية ملونة وإشارتي خطر لوحتين، واندفع عبر نقاط متتابعة من تقاطعات الخطوط البطيئة، والتي كانت ما تزال معدة للقطار المحلي. أدى التصادم إلى دفع القطار المحلي بأكمله إلى الأمام مسافة 20 ياردة (18 م)، ودمر العربات الثلاث الخلفية بالكامل، وتداخلت العربات الثلاث ببعضها ليصبح طولها أكثر بقليل من مركبة واحدة، وتحطمت الأجسام الخشبية لآخر اثنتين وسُحق الجسم الفولاذي للعربة الثالثة إلى الثلث من طوله. تكدست العربتان الرئيسيتان وثلاث عربات من قطار بيرث خلف القاطرة وفوقها.
انتشر حطام التصادم الأول عبر الخط السريع السفلي المجاور. بعد ثوانٍ قليلة من التصادم الأول، مر القطار السريع المتجه شمالًا إلى ليفربول لايم ستريت عبر المحطة على هذا الخط في الاتجاه المعاكس بسرعة 60 ميلًا تقريبًا في الساعة (100 كم/ساعة). ضربت القاطرة الرئيسية لهذا القطار قاطرة قطار بيرث الخارجة عن المسار، والتي ربما كانت ماتزال تتحرك، وخرجت ذاتها عن المسار. انحرفت قاطرتان من قطار ليفربول إلى اليسار، صاعدةً على الرصيف واصطدمتا به قطريًا قبل الهبوط على جانبهما على الخط الكهربائي دي سي المجاور، والذي كان أحد خطوط دائرة القصر المحاطة بالحطام، جرى إيقاف التيار الكهربائي للخط الآخر بسرعة من قبل جهاز الإشارة، وبالتالي مُنِعت أي تصادمات أخرى. دُفِعت العربات السبعة الرئيسية بالإضافة إلى سيارة المطبخ من قطار ليفربول إلى الأمام بقوة دفع، متجاوزةً الحطام الموجود ومتراكمةً فوقه وحوله. ضربت العديد من هذه المركبات الجانب السفلي من جسر المشاة في المحطة، ممزقةً العوارض الفولاذية.
دمر التصادم أو ألحق الضرر بستة عشر مركبة، من بينها ثلاثة عشر عربة، وعربتان قاطرتان صغيرتان، وسيارة مطبخ. ضُغط 13 منها في كومة متراصة من الحطام بطول 45 ياردة (41 م) وعرض 18 ياردة (16 م) وارتفاع 6 ياردة (5.5 م). دُفِنت قاطرة بيرث بالكامل تحت كومة الحطام.

## ما بعد الكارثة
وصلت الاستجابة الطارئة الأولى في الساعة 8:22 صباحًا بمساعدة فرق الإطفاء، وخدمات الإسعاف، والشرطة، والأطباء ووحدة طبية تابعة لسلاح الجو الأمريكي، تقع على بعد خمسة أميال في موقع ويستر وسليب التابع لسلاح الجو الملكي. وشمل ذلك آبي سويتوين، ممرضة أمريكية من أصل أفريقي أصبحت تعرف باسم «ملاك المنصة السادسة». قُبلت المساعدة من جيش الخلاص، وخدمة النساء التطوعية، والسكان المحليين. غادرت أول سيارة إسعاف محملة الساعة 8:27 صباحًا وبحلول الساعة 12:15 مساءً نُقِل معظم المصابين إلى المستشفى. استمر البحث عن ناجين حتى الساعة 1:30 من صباح اليوم التالي.
أغلِقت الخطوط الستة جميعها التي تمر عبر المحطة بما في ذلك الخطوط البطيئة غير التالفة للسماح بوصول المصابين إلى سيارات الإسعاف التي غادرت من ساحة البضائع. أعيد فتح الخطوط البطيئة في الساعة 5:32 صباح اليوم التالي. استخدِمت الخطوط الكهربائية بواسطة الرافعات لإزالة قاطرات وعربات ليفربول وأعيد فتحها الساعة 4:30 صباحًا في 11 أكتوبر. أعيد فتح الخطوط السريعة، مع تقييد السرعة، الساعة 8:00 مساءً في 12 أكتوبر وفتِح جسر للمشاة مؤقت في نفس المساء.

## الإصابات
كانت هناك 112 حالة وفاة، بما في ذلك سائق ورجل إطفاء من قطار بيرث السريع، وسائق القاطرة الرئيسية لقطار ليفربول السريع. لقي 102 منهم حتفهم في مكان الحادث، وتوفي العشرة الباقون في وقت لاحق في المستشفى متأثرين بجروحهم. من بين 108 ركاب قتلى، يوجد منهم ما لا يقل عن 64 قتيل في القطار المحلي، و 23 في قطار بيرث، و 7 في قطار ليفربول. الأربعة عشر المتبقين لم يكونوا واضحين، لكن بعض القتلى ربما كانوا واقفين على الرصيف وأصابتهم قاطرات قطار ليفربول الخارجة عن مسارها. وأبلغ ما مجموعه 340 شخصا عن إصابتهم: تلقى 183 شخصًا العلاج من الصدمات والإصابات الطفيفة في المحطة، ونقل 157 شخصًا إلى المستشفى، منهم 88 محتجزًا.

## الميراث
أدى الحادث إلى تسريع إدخال نظام الإنذار التلقائي للسكك الحديدية البريطانية، والذي تلقى شكوكًا من بعض نفقات الصناعة التي تعطي الأولوية للخبراء الذين افترضوا أن المزيد من الأرواح سيجري إنقاذها عن طريق تركيب المزيد من دارات التعقب والإشارات الضوئية الملونة. بحلول عام 1977، زوِدت ثلث خطوط السكك الحديدية البريطانية بنظام الإنذار التلقائي.
بعد وقوع الحادث انتقد خبراء التخطيط المحلي للمسار: كان على قطار ترينغ الانتظار على الخط السريع، للحفاظ على طول القضبان بين النقاط وأسفل صندوق الإشارات، وكان التقاطع بين الخطوط البطيئة والسريعة خارج المحطة. جرى تغيير تقاطع عام 1962.
كُشف عن لوحة تذكارية للكارثة في عام 2002 بمناسبة الذكرى الخمسين. رُسِمت لوحة جدارية على طول الطريق الحدودي تعرض مشاهد من تاريخ ويلدستون من قبل أطفال من المدارس المحلية ومخصصة لذكرى الضحايا.
كتبت فرقة البوب الهولندية ذا نيتس أغنية بعنوان «هارو أكسيدانت».